# Peace Corps
| Årets häst          |                   |                   |
| 1989                | 1990              | 1991              |
| Mack Lobell         | Peace Corps       | Peace Corps       |
| John-Erik Magnusson | Stig H. Johansson | Stig H. Johansson |

| Årets häst        |                   |                    |
| 1990              | 1991              | 1992               |
| Peace Corps       | Peace Corps       | Ina Scot           |
| Stig H. Johansson | Stig H. Johansson | Kjell P. Dahlström |

Peace Corps, född 11 maj 1986 i USA, död 20 juni 2013 på Mallorca i Spanien, var en amerikansk varmblodig travhäst. Hon inledde karriären i Nordamerika, där hon tränades av Tommy Haughton och kördes av John Campbell. Hon exporterades till Sverige 1990. Under sin storhetstid i Europa tränades och kördes hon av Stig H. Johansson (1990–1991). Därefter tränades hon en tid av Torbjörn Jansson (1992–1993) och senare Olle Goop (1994).
Peace Corps räknas som en av de bästa travhästarna genom tiderna. Hon tävlade åren 1988–1994 och sprang in 25 miljoner kronor på 93 starter varav 62 segrar, 14 andraplatser och 5 tredjeplatser. Siffror som gör henne till en av de vinstrikaste travhästarna någonsin. Bland hennes främsta meriter räknas segrarna i Kentucky Futurity (1989), World Trotting Derby (1989), Gran Premio Delle Nazioni (1990), Hugo Åbergs Memorial (1990, 1991), Jubileumspokalen (1990), Elitloppet (1991), Gran Premio Lotteria (1991), Oslo Grand Prix (1991), Årjängs Stora Sprinterlopp (1991), International Trot (1991), Grand Critérium de Vitesse (1992), en andraplats i Elitloppet (1990) och en tredjeplats i Hambletonian Stakes (1989). Hon utsågs till "Årets Häst" 1990 och 1991.
Med sitt deltagande i Elitloppet 1990 blev hon en av de första fyraåringarna att delta i loppet. Med sin andraplats i finalen tillhör hon även skaran av de mest framgångsrika fyraåringarna i loppets historia – enbart Mack Lobell som segrade 1988 har som fyraåring lyckats bättre. På senare tid har Nuncio varit i närheten av Peace Corps' resultat med sin tredjeplats 2015 som fyraåring. Både Peace Corps och Nuncio vann sedan loppet året därpå (1991 respektive 2016).
När hon segrade i Breeders Crown 2YO Filly Trot gjorde hon det på nytt världsrekord. Hon vann även Breeders Crown 3YO Filly Trot 1989, och Breeders Crown Open Mare Trot 1990 och 1992, vilket gör henne till den enda hästen som någonsin vunnit fyra Breeders Crown-lopp.